# 동방 가톨릭교회
동방 가톨릭교회(영어: Eastern Catholic Churches) 또는 우니아트 교회(Uniate Church)는 1596년 브레스트 회의(1596년 폴란드가 지배하는 우크라이나 지역에서 정교회와 로마가톨릭교회가 일치를 선언한 회의)에서 공식 출범했다. 교회의 수장을 로마 교황으로 바꾸고 로마 가톨릭교회와 완전한 일치를 선언하고 있으며 자치권이 보장되는(라틴어: sui iuris) 기독교(개별 교회, particular Churches)이다.
동방 정교회, 오리엔트 정교회(Oriental Orthodox Church) 그리고 아시리아 동방교회(네스토리우스파) 등과 유사한 전례와 교회법, 전통을 가진 동방 기독교의 범주에 속하지만, 교리적으로는 로마 가톨릭교회 교황의 수위권을 인정하고 있다는 점에서 다른 동방교회와 차이가 존재한다. 동방귀일교회(東方歸一敎會)라고도 부른다.
16세기 초부터 유럽에서 확산되고 있던 종교개혁, 그리고 이에 대응하는 가톨릭 교회의 개혁운동이 또한 루스인들의 정교회에 영향을 주기 시작하였고 급기야는 1589년에 모스크바 총대주교구가 설립되어 폴란드-리투아니아에 소속된 키예프 자치관구의 주교들에게 결정적으로 교회연합을 결행하게 한 것이다. 이 과정에서 폴란드 예수회의 활동은 결정적인 역할을 했다. 러시아 정교회 모스크바 총대주교구 측에서 볼 때 교회연합, 그리고 우니아트 교회야말로 정교회의 전통에 완전히 일탈한 행위로 간주하지 않을 수 없었다. 그러나 당시의 모스크바의 국내적 상황으로 인해 우니아트 교회가 성립되고 진전되는 일에 대해서 직접적으로 개입할 수는 없었다.
우니아트 교회의 가톨릭과의 교회일치 결과 오늘날 서부 우크라이나와 동부 우크라이나의 종교문화적 정체성의 차이가 야기되었고, 역사 전반적으로 볼 때 우니아트 교회와 러시아 정교회는 대립적 반목관계 나아가 적대적 갈등관계의 차원으로 발전하게 되었다.

## 동방 가톨릭교회 목록

### 알렉산드리아 전례
- 콥트 가톨릭교회
- 에티오피아 가톨릭교회
- 에리트레아 가톨릭교회

### 서시리아 전례
- 마론파
- 시리아 가톨릭교회
- 시로말란카라 가톨릭교회

### 동시리아 전례
- 칼데아 가톨릭교회
- 시로말라바르 가톨릭교회

### 아르메니아 전례
- 아르메니아 가톨릭교회

### 비잔티움 전례
- 루마니아 그리스 가톨릭교회
- 우크라이나 그리스 가톨릭교회
- 멜키트 그리스 가톨릭교회

## 같이 보기
- 오리엔트 정교회
- 동방 정교회